# المدرسة الفرنسية الدولية (الرياض)
المدرسة الفرنسية العالمية بالرياض هي مدرسة فرنسية دولية تقع في مدينة الرياض، المملكة العربية السعودية. تدرس جميع الفئات العمرية من الإبتدائية إلى الثانوية. المنهج التعليمي للمدرسة يقوم على المنهج الفرنسي وكذلك المنهج الموضوع من قبل وزارة التعليم السعودية للمادتين (العربية والإسلامية).

## الروابط الخارجية
1. ↑  "Structure pédagogique" (). École Française Internationale de Riyad. Retrieved on 23 March 2015. [وصلة مكسورة] نسخة محفوظة 2019-02-18 على موقع واي باك مشين.
2. ↑  "Adresse - contact et plan d'accès نسخة محفوظة 27 ديسمبر 2015 على موقع واي باك مشين." (). École Française Internationale de Riyad. Retrieved on 23 March 2015. - See map on the contact page. "نسخة مؤرشفة". مؤرشف من الأصل في 2017-07-11. اطلع عليه بتاريخ 2015-12-06.[وصلة مكسورة]